# USS Block Island (CVE-106)
USS Block Island (CVE-106) – lotniskowiec eskortowy typu Commencement Bay, który służył w United States Navy podczas II wojny światowej. Odznaczony dwiema battle star.
Został zwodowany 10 czerwca 1944 roku jako „Sunset Bay” w stoczni Todd-Pacific Shipyards w Tacoma. Wszedł do służby jako „Block Island” 30 grudnia 1944 roku.